# Scenes from a Mall
Scenes from a Mall (conocida en castellano como Escenas en una galería (España) Escenas de un centro comercial (México) Escenas en un centro comercial (Argentina)) es una película dirigida por Paul Mazursky y protagonizada por Bette Midler y Woody Allen, que fue estrenada en 1991.

## Argumento
Nick (Woody Allen) está casado con Deborah (Bette Midler). Después de varios años de feliz matrimonio, Nick decide revelar que tiene un lío. Deborah sufre una conmoción y pide a Nick el divorcio, pero después ella admite no haber sido del todo fiel a su pareja.

## Comentario
La película se rodó en el centro de Stamford, Connecticut y en el Beverly Center en Los Ángeles, California.